# Neocaridina gracilipoda
Neocaridina gracilipoda is een garnalensoort uit de familie van de Atyidae. De wetenschappelijke naam van de soort is voor het eerst geldig gepubliceerd in 2004 door Liang.